# 타이가
타이가(러시아어: тайга́; 어원은 투르크어 또는 몽골어), 또는 북방수림(北方樹林, boreal forest)은 아한대 기후에 냉대림이 펼쳐져 있는 생물군계이다. 포드졸이라고 하는 토양을 볼 수 있고 지하에는 영구 동토층이 위치해 있다. 북부 한대 수림이라고도 불린다.
타이가는 세계에서 가장 넓은 지상 생물군계로, 북아메리카의 캐나다와 알래스카 전역, 미국 본토의 최북단 일부를 차지하고 있다. 유라시아 대륙에서는 스웨덴·핀란드·노르웨이의 국토 대부분과, 러시아의 상트페테르부르크에서 북태평양 해안에 이르는 시베리아 전역을 뒤덮는 광대한 숲이다. 그뿐 아니라 카자흐스탄 북부, 몽골 북부, 일본 북해도 북부에서도 타이가가 발견된다.
‘북방수림’이라는 용어는 캐나다의 타이가만을 일컫는 용어로 쓰이기도 한다. 이 경우 북방수림은 보다 남쪽에 있는 숲을, 타이가는 수목 한계선 바로 아래의 황무지를 뜻한다.

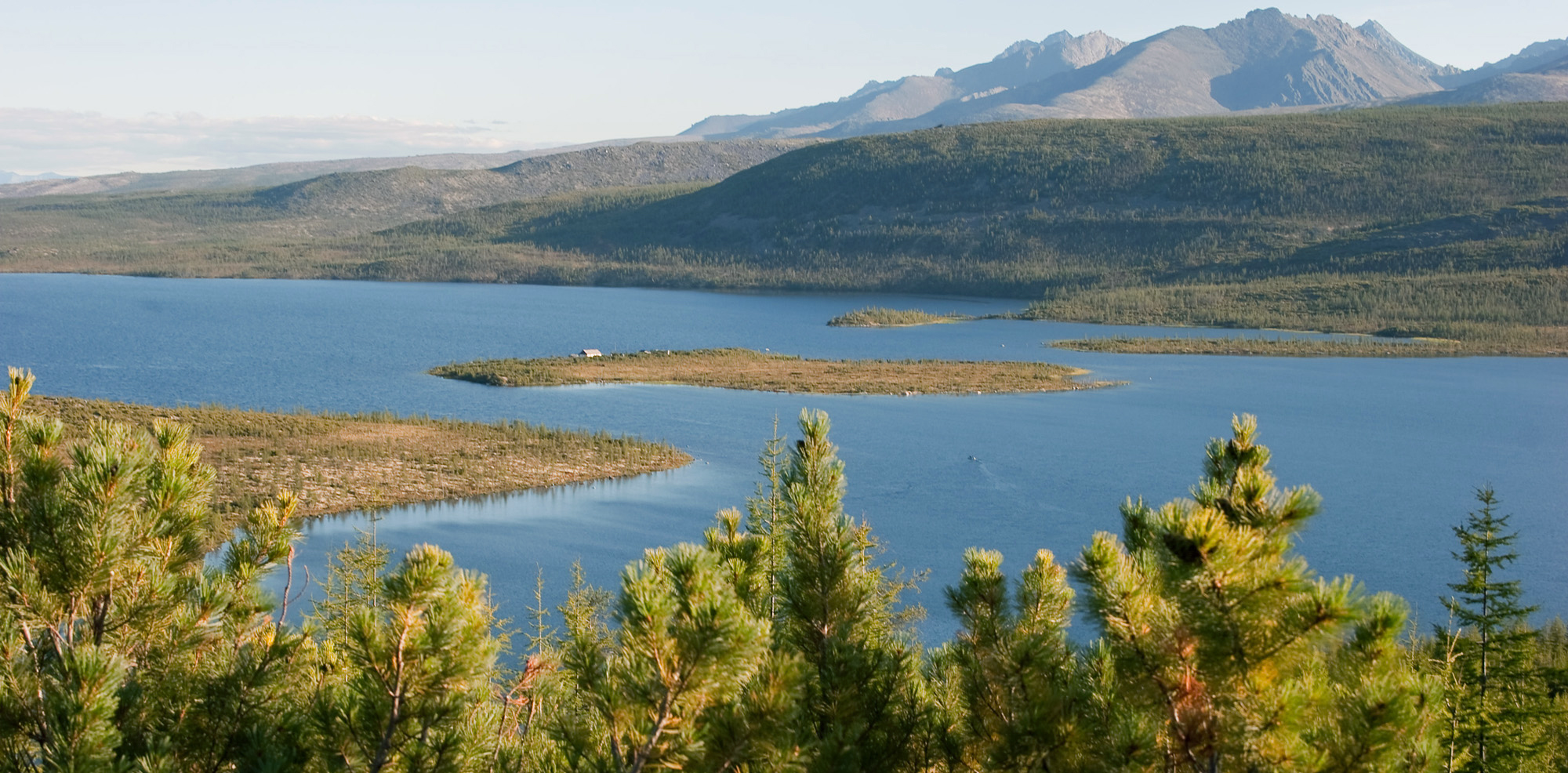
러시아 콜리마의 잭 런던 호.

## 지리
타이가는 세계에서 가장 거대한 육상 생물 군계로, 전 세계 삼림의 29%를 차지한다. 그중에서도 러시아와 캐나다의 타이가가 가장 넓다. 타이가는 육생 생물 군계 중 연간 평균 기온이 영구 빙설과 툰드라에 이어 세 번째로 낮다. 경우에 따라 타이가 북부의 겨울 최저 기온은 툰드라보다 더 떨어질 수도 있다. 북반구에서 기록된 최저 기온은 러시아 북동부 타이가에서 기록되었다. 타이가 또는 북방수림은 계절간 기온차가 매우 큰 아극 기후에 속하고, 길고도 추운 겨울로 매우 유명하다. 이 기후는 쾨펜의 기후 구분 척도에서 Dfc, Dwc, Dsc, Dfd, Dwd로 분류되는데, 이것은 짧은 여름(하루 평균 기온 10 °C 이상)이 1 ~ 3 개월 정도로, 무조건 4 개월보다는 짧은 기후를 의미한다. 일부 작은 지역에서 겨울이 덜 매서운 해양성 Cfc 기후가 나타나기도 하고, 타이가의 남쪽 끝이나 서쪽 끝에서는 여름이 긴 습윤 대륙성 기후(Dfb, Dwb)가 나타난다. 연간 평균 기온은 -5 °C ~ 5 °C 정도이나, 동부 시베리아나 내륙 알래스카 유콘 준주 등지에서는 연간 평균 기온이 -10 °C까지 떨어지기도 한다. 일부 자료에 의하면 연간 평균 기온이 3 °C에 달하면 북방수림이 온대혼합림과 섞여 자란다고 한다. 연간 평균 기온이 0 °C 아래로 떨어지는 곳에서는 불연속적 영구동토가 발견되는 반면, Dfd나 Dwd 기후인 곳에서는 연속적 영구동토가 나타나고 시베리아낙엽송(Larix sibirica)처럼 뿌리가 매우 얕은 식물들만이 자랄 수 있다. 평균 온도가 빙점 아래로 떨어지는 겨울은 5 ~ 7 개월 동안 지속된다. 1년간 기온은 -54 °C ~ 30 °C(-65 °F ~ 86 °F) 사이이고, 짧은 여름은 대체로 따뜻하고 습하다. 타이가의 대부분 지역에서, 전형적인 겨울 낮 기온은 -20 °C 정도이고 평균 여름 낮 기온은 18 °C 정도이다.

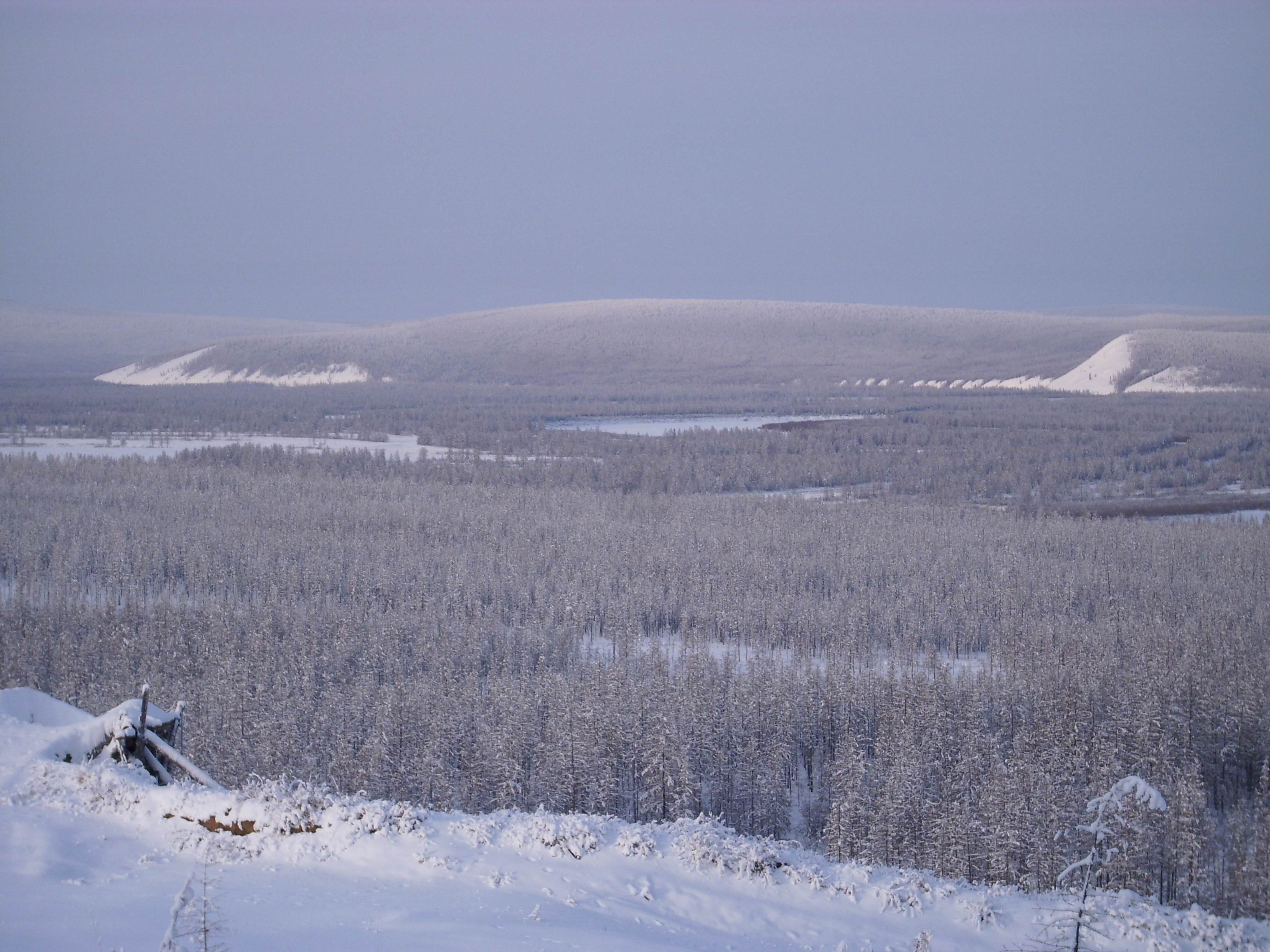
북위 67°러시아 베르호얀스크의 타이가 지대의 강. 이 지역의 겨울 기온은 북반구에서 가장 춥지만, 기후의 대륙도가 높은 탓에 7월에는 기온이 22 °C까지 올라간다.

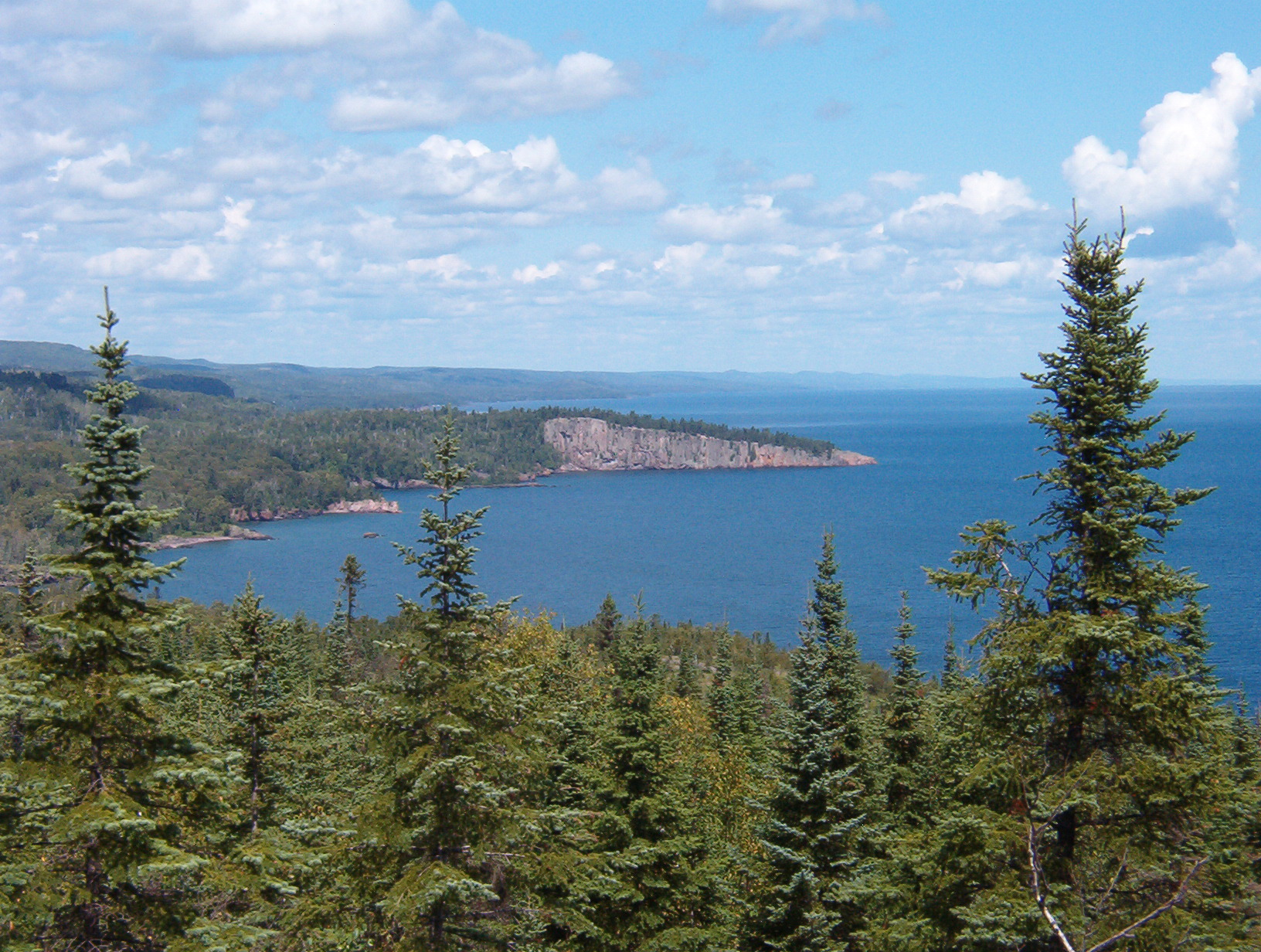
미네소타 슈피리어 호 북단 호반, 테테구체 주립공원의 북방수림.

북방수림 생태계의 식물은 생장하기 위한 역치점이 낮기 때문에, 타이가의 식물이 활기를 띠기 시작하는 성장 시기는 기상학적으로 정의한 여름보다 좀더 길다. 캐나다, 스칸디나비아, 핀란드에서, 성장 시기는 1년 중 하루 평균 기온이 5 °C 이상인 기간을 사용해 추산한다. 캐나다의 타이가 평원의 성장 시기는 80일 ~ 150일 정도이고, 타이가 순상지에서는 100일 ~ 140일 정도이다. 일부 자료에서는 타이가의 전형적인 성장 시기가 130일 정도라고 주장한다. 다른 자료에서는 50일 ~ 100일 정도인 무상 일수(無霜日數; frost-free days)를 중요하게 언급하고 있다. 유콘 남서부의 무상 일수는 80일 ~ 120일이다. 러시아 아르한겔스크주 플레세츠크의 케노조르스키 국립공원의 폐쇄적 캐노피림의 평균 무상 일수는 108일이다. 성장 시기는 바다의 영향을 받는 지역들에서 가장 길다. 스칸디나비아와 핀란드 연안의 폐쇄적 타이가의 성장 시기는 145일 ~ 180일 정도다. 성장 시기가 가장 짧은 곳은 타이가 최북단, 타이가-툰드라 이행대로, 이곳에서는 타이가 숲이 더 이상 자라지 못하고 생물군계가 툰드라로 변해간다. 이곳의 성장 시기는 50일 ~ 70일이고, 1년 중 가장 따뜻한 때의 하루 평균 기온이 10 °C 이하이다. 위도가 높다는 것은 태양이 지평선 위로 높이 떠오르지 않는다는 것을 의미한다. 고로 남쪽 지방의 생태계보다 태양 에너지를 적게 받는다. 하지만 고위도 지방에서는 태양이 지평선 위에 거의 하루 20 시간을 떠있기 때문에 여름에 낮이 길다는 것을 의미하기도 한다. 반대로 겨울이 되면 낮이 6시간 정도로 짧다. 북극권 한계선 안에 있는 타이가 지역에서는 한여름에 백야가, 한겨울에 극야가 일어난다.

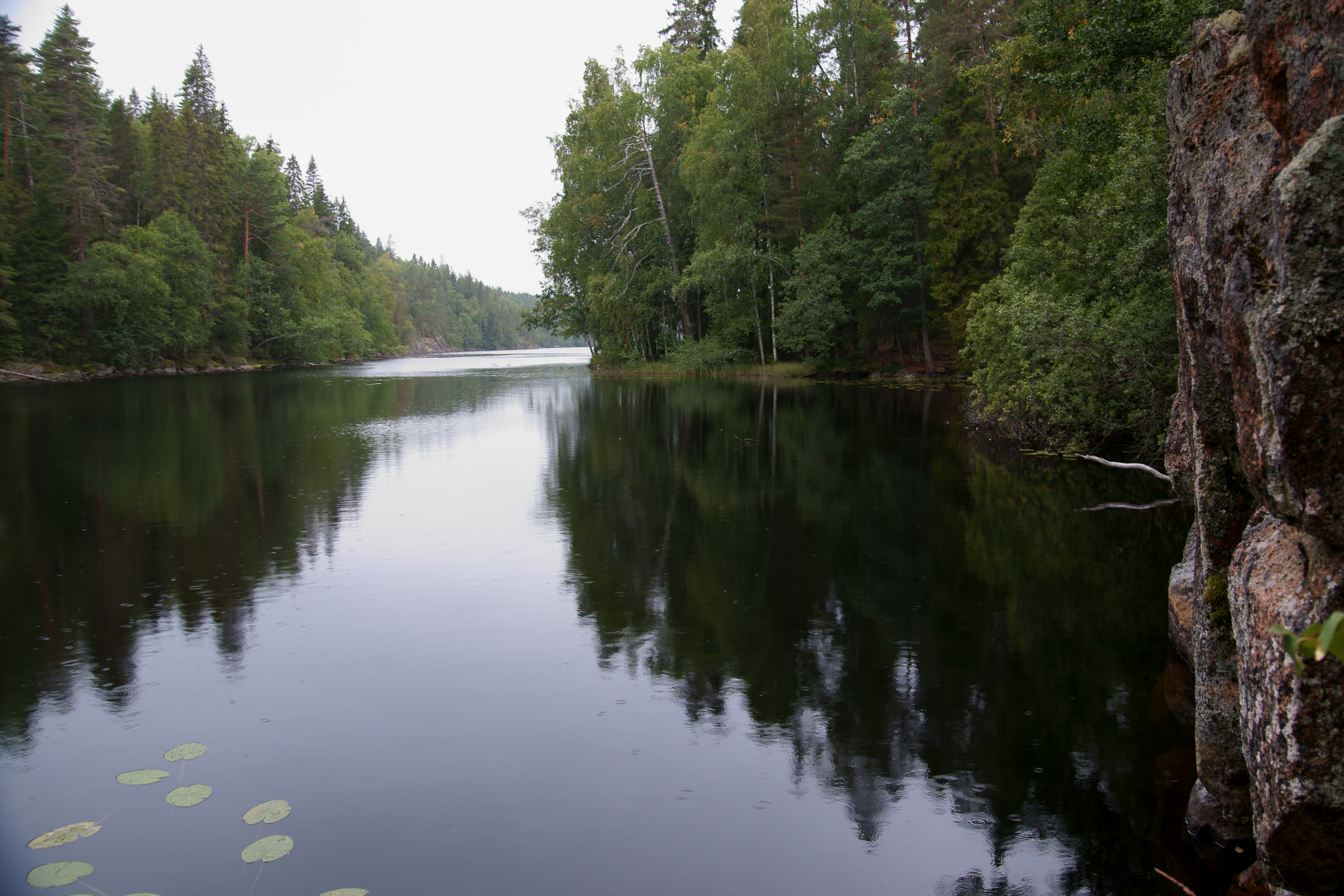
호소를 비롯한 수역이 흔하다. 핀란드의 헬베틴얘르비 국립공원은 연간 평균 기온이 4 °C인 폐쇄적 캐노피 타이가를(중북방수림~남북방수림) 보여주고 있다.

타이가는 연간 강수량이 상대적으로 적다(보통 연간 200 ~ 750 mm, 지역에 따라서는 1,000 mm). 이 강수량은 대부분 여름 동안 내린 비인데, 안개나 눈도 포함시킨 수치다. 안개는 얼어붙은 북극해가 녹기 시작할 즈음부터 그 이후까지 저지대에서 뚜렷하게 나타난다. 이는 여름 동안 낮이 김에도 불구하고 타이가의 태양광량이 풍부하지 못하다는 것을 나타낸다. 그 결과, 1년 내 대부분의 기간 동안 증발이 잘 일어나지 않고, 강수량이 증발량을 넘어선다. 덕분에 식물들이 빽빽하게 자라게 된다. 눈의 경우, 타이가 최북단에서는 9개월 동안이나 땅을 덮고 녹지 않는 경우도 있다.
타이가 북단은 대략 7월 기온 10 °C 등온선까지인데, 때로 9 °C 등온선까지 북쪽으로 올라가는 경우도 있다. 남단은 보다 다양해서, 강우량에 따라 결정된다. 7월 기온 15 °C 남쪽인 비가 적은 지역에서는 삼림 초지와 경계를 맡대고 있지만, 대개 18 °C 선까지 남쪽으로 내려간다. 지역적으로 비가 좀더 많이 오는 곳(시베리아 동부와, 그에 인접한 외만주 지역이 대표적)에서는 7월 기온 20 °C 등온선까지 내려가기도 한다. 이렇게 조금 따뜻한 타이가는 종 다양성이 높고, 잣나무(Pinus koraiensis), 가문비나무(Picea jezoensis), 전나무(Abies holophylla)처럼 따뜻한 기후를 좋아하는 종들이 많이 자란다. 그리고 남쪽으로 내려갈수록 온대혼합림으로 식생이 바뀌고, 북아메리카와 아시아의 태평양 연안에서는 침엽수가 많은 온대 우림으로 바뀐다.
유럽과 북아메리카에서 타이가로 분류되는 지역들(알래스카 제외)은 최근에 빙하의 영향을 받았다. 빙하가 후퇴하면서 구혈이 생기고, 이것들에 물이 채워져 타이가 전역에 걸쳐 발견되는 호수와 수렁 등의 지형과 머스케그 토양을 만들었다.

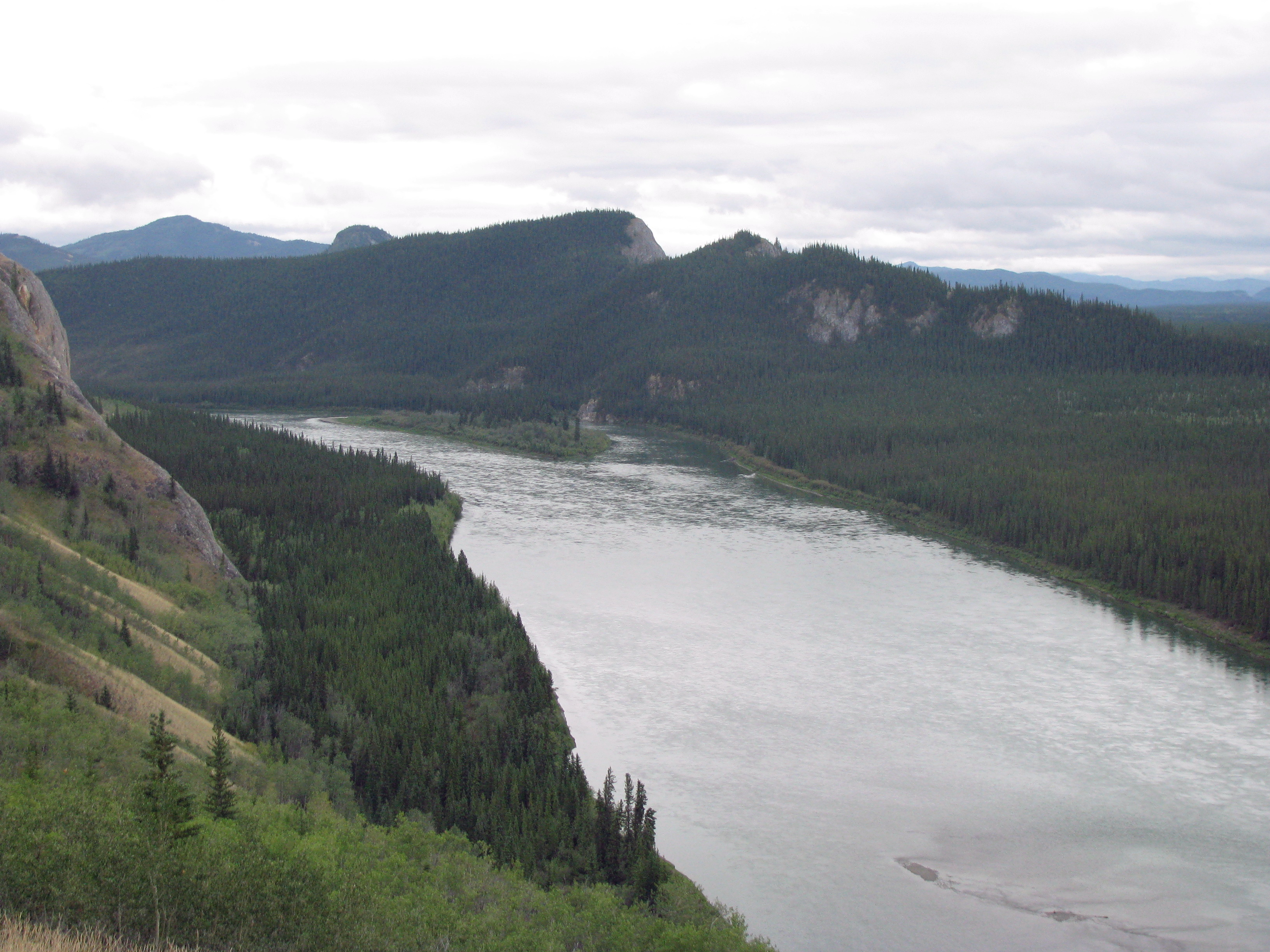
캐나다의 유콘강. 오브강, 예니세이강, 레나강, 매켄지강 등 세계에서 가장 긴 강들이 타이가를 가로질러 흐른다.

## 타이가의 토양
타이가의 토양은 생성된 지 오래지 않고 영양분이 척박한 경향이 있다. 타이가의 토양은 온대낙엽수림에서 나타나는 토양층위 깊숙한 곳의 유기물이 풍부한 흙이 부족하다. 토양의 빈약함은 추위 탓이 크다. 추위가 토양의 발달을 저해하고 식물은 토양의 영양분을 쉽게 뽑아 써먹는다. 한랭하고 습윤한 기후로 인해 낙엽과 이끼가 썩지 않고 임상(林床, forest floor)에 오래 남고 상록 침엽수에서 나온 산성 물질이 토양을 침출시켜 스포드졸(spodosol)이나 포드졸(podzol)이라는 흙을 만든다. 침엽수의 낙엽 때문에 토양이 산성화하고 임상에는 지의류와 이끼만 자란다. 낙엽수가 조금 더 많은 숲속 빈터에는 허브나 산딸기가 자라기도 한다. 북방수림의 토양 유기체의 다양성은 열대 우림의 토용 유기체의 다양성보다는 높다.

## 타이가의 식물상

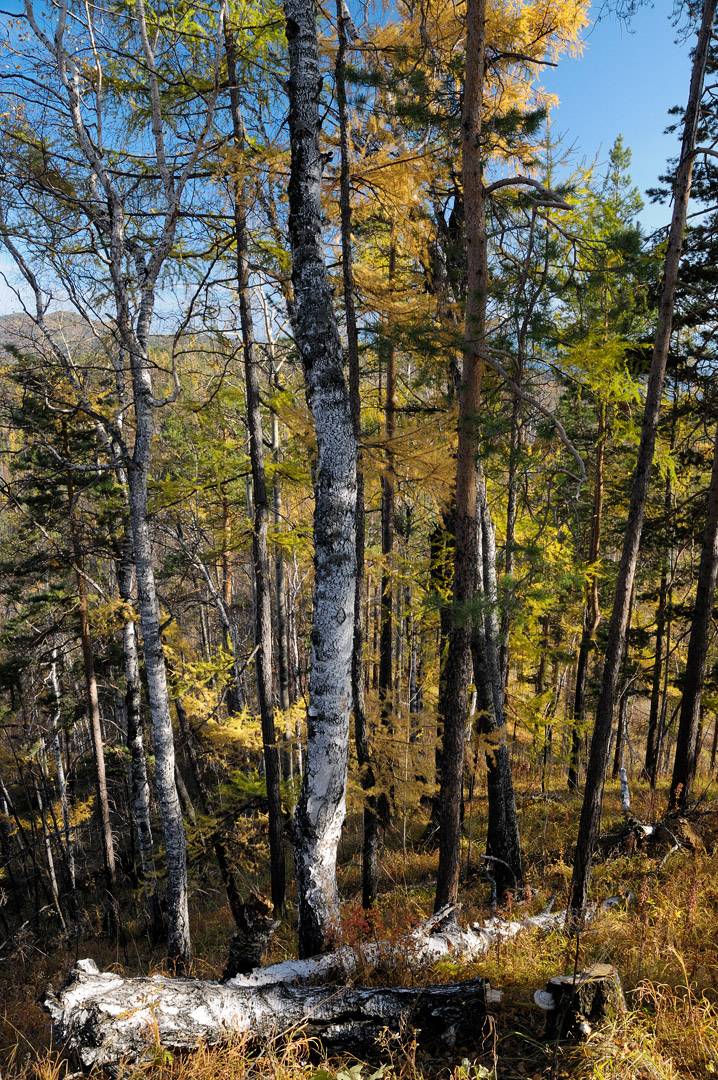
바이칼호 근처의 북방수림.

북아메리카와 아시아가 베링 육교로 연결되어 있었을 적, 많은 동물종과 식물종이 두 대륙을 왕래했고 타이가 생물군계에 전체적으로 분포되었다. 개개 속에 딸린 종들은 각기 타이가의 한 자리씩을 차지하면서 국지적으로 자라났다. 타이가에는 침엽수만 자라는 것이 아니라, 자작나무속(Betula), 오리나무속(Alnus), 버드나무속(Salix), 사시나무속(Populus) 등 잎이 작은 낙엽수도 자란다. 이 낙엽수들은 대부분 추위가 덜한 곳에서 자란다. 하지만 잎갈나무(Larix gmelinii)는 시베리아 동부, 북반구에서 겨울이 가장 혹독한 지역에서 그 추위를 이겨내고 자란다. 타이가 최남단에서는 참나무속(Quercus), 단풍나무속(Acer), 느릅나무속(Ulmus), 피나무속(Tilia) 나무들이 침엽수들 사이에 흩어져 자란다. 이 지대부터 점차적으로 온대혼합림으로 식생이 변하기 시작한다. 대륙 깊숙한 건조한 곳에서는 혼합림이 아니라 온대초원으로 변할 수도 있다.
타이가에는 두 가지 형태가 있다. 남쪽 부분을 ‘폐쇄적 캐노피숲’(closed canopy forest)이라고 하는데, 나무들이 조밀하게 자라고 땅은 이끼로 덮여 있다. 숲속 빈터에는 분홍바늘꽃(Epilobium angustifolium) 같은 관목과 야생화가 흔하다. 다른 형태는 ‘지의류 삼림 지대’(lichen woodland) 또는 ‘희박 타이가’(sparse taiga)라고 한다. 이 지대는 나무가 보다 띄엄띄엄 자라고, 지의류가 땅을 덮고 있다. 이 형태는 타이가 북단에 흔하다. 타이가 북단에서는 지피식물(地被植物, forest cover)의 분포가 드물 뿐 아니라, 성장도 저해받는다. 캐나다, 스칸디나비아, 핀란드의 북방수림은 세 가지 하위 구역으로 나뉜다. ‘최북방수림’(high boreal) 또는 타이가라고 불리는 구역, ‘중북방수림’(middle boreal)이라고 불리는 폐쇄림, 그리고 ‘남북방수림’(southern boreal)이라고 불리는 온대낙엽수―단풍나무, 느릅나무, 참나무 등―가 침엽수 사이에 흩어져 있는 폐쇄적 캐노피림이 그것이다. 이 남북방수림의 식물 성장 시기는 전 세계의 생물 군계 중 가장 길고 따뜻한데, 스칸디나비아, 핀란드, 서부 러시아를 포함하는 일부 지역에서는 농업이 가능한 곳도 있다. 북방수림에는 집합과 열매를 맺는 식물들이 다양하다. 라즈베리처럼 남북방수림과 중북방폐쇄림에만 자라는 것도 있고, 크렌베리나 진들딸기처럼 타이가 전역에 걸쳐 자라는 것도 있다. 빌베리, 월귤 같은 것은 추위를 뚫고 타이가 북부와 툰드라 남부에서까지 자란다.
타이가 숲에는 구과식물이 많이 자라, 낙엽송속(Larix), 가문비나무속(Picea), 전나무속(Abies), 소나무속(Pinus) 식물들이 지배적이다. 삼림의 혼합 정도는 지리와 기후에 따라 제각각이라, 로렌시아산맥과 애팔래치아산맥에 걸쳐 고도가 높은 캐나다 동부림 생태지역은 발삼전나무(Abies balsamea)가 지배적인 데 비해, 퀘벡과 래브라도에 걸쳐 있는 동부 캐나다 순상지 타이가는 검은가문비나무(Black Spruce)와 아메리카낙엽송(Larix laricina)이 지배적인 종이다.
태양이 일 년 내내 지평선 가까이 머무는 북쪽 지방이라, 식물이 광합성을 하기 힘들다. 소나무, 가문비나무, 전나무는 계절마다 잎을 떨어뜨리지 않고, 햇볕은 들지만 새 잎이 돋기에 아직 추운 늦겨울과 봄에 늙은 잎으로 광합성을 한다. 상록 침엽수들은 이렇게 적응함응로써 증산으로 인한 수분 손실을 최소화하고, 어두침침한 잎 색깔은 태양광 흡수를 촉진시킨다. 강수량은 생물 생장에 제한 인자는 아니지만, 겨울 동안 땅이 얼면 뿌리가 물을 흡수할 수 없게 되므로, 이때 건조 문제가 상록수들에게 혹독한 시련이 된다.

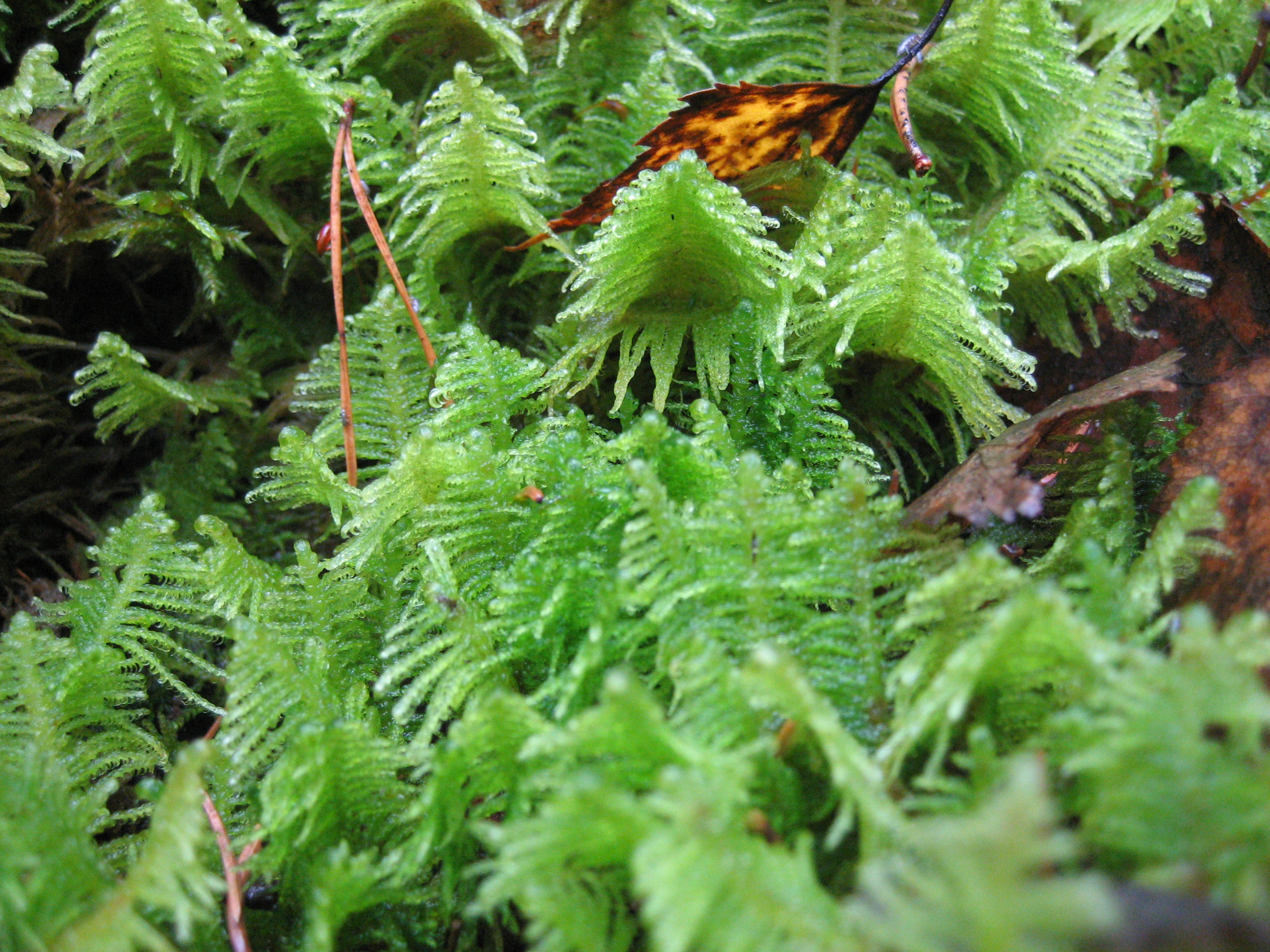
타조이끼(Ptilium crista-castrensis)가 타이가의 임상을 덮고 있다.

타이가는 구과식물들이 지배하는 곳이지만, 일부 속씨식물도 자라는데, 자작나무속(Betula), 사시나무속(Populus), 버드나무속(Salix), 마가속(Sorbus) 식물들이 대표적이다. 작은 초본식물들이 땅을 기면서 자란다. 주기적인 stand-replacing 산불(20 ~ 200년마다 돌아오는)이 임관(林冠, canopy)을 날려버리고 임상의 생명들이 자랄 수 있게 햇빛을 통하게 만들어 준다. 어떤 종은 타이가에서의 생명 순환에서 산불이 필수적인 요소이기도 하다. 예컨대 방크스소나무(Pinus banksiana)의 솔방울은 불이 나고 난 뒤에야 떨어져 나와, 불로 인해 멀끔해진 땅으로 퍼져나간다. 햇빛이 조금이라도 닿으면 그곳에는 풀이 자라고, 이끼와 지의류가 축축한 땅이나 나무줄기 옆구석에서 번창한다. 하지만 다른 생물 군계와 비교했을 때, 타이가의 생물학적 다양성은 낮은 편이다.
침엽수는 타이가 생태계에서 지배적인 식물이다. 침엽수는 대체로 네 가지 지배적인 종으로 나눌 수 있다. 상록수인 가문비나무류, 전나무류, 소나무류, 그리고 낙엽수인 낙엽송류이다. 북아메리카에서는 한두종의 전나무와 가문비나무가 지배적이다. 스칸디나비아와 서부 러시아에서는 구주소나무(Pinus sylvestris)가 흔한 반면, 러시아 극동과 몽골의 타이가는 낙엽송이 지배적이다.

## 타이가의 동물상

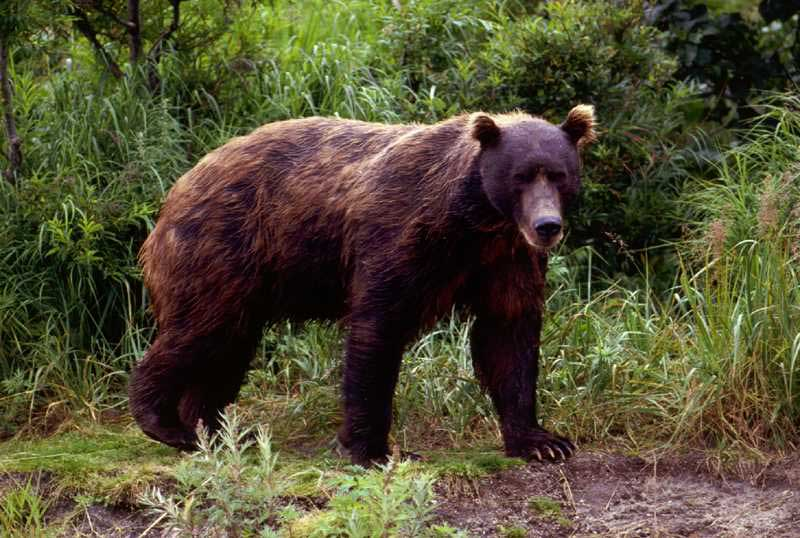
캄차카반도의 불곰(Ursus arctos). 불곰은 타이가의 잡식성 동물 중 가장 크다.

북방수림, 또는 타이가는 엄청나게 많은 동물들의 보금자리다. 캐나다의 북방수림에는 85종의 포유류, 130종의 어류, 약 32,000 여종의 곤충류가 살고 있다. 곤충들은 꽃가루 매개자이자 분해자로서, 먹이 그물의 일부로서 중요한 역할을 담당한다. 보금자리를 만드는 많은 새들이 이 벌레들을 먹이로 먹고 산다. 타이가의 추운 겨울과 짧은 여름은 체온유지를 환경에 의존해야 하는 파충류와 양서류에게는 힘든 환경이다. 때문에 북방수림에는 파충류와 양서류가 별로 많이 살지 않는데, 개중에는 겨울에 지하에서 동면하는 종도 있다.
타이가는 수많은 초식성 포유류의 고향으로, 말코손바닥사슴(Alces alces), 순록(Rangifer tarandus) 등이 서식한다. 타이가의 남쪽 지방에는 와피티사슴(Cervus canadensis), 유럽노루(Capreolus capreolus) 같은 사슴류도 서식한다. 비버(Castor), 다람쥐(Sciuridae), 고산토끼(Lepus timidus), 눈덧신토끼(Lepus americanus), 들쥐(Vole) 등의 설치류도 많이 서식한다. 이 종들은 타이가의 혹독한 겨울을 이겨내기 위해 적응해 왔다. 곰 등 보다 큰 포유류는 여름동안 살을 찌우기 위해 실컷 먹고 겨울에는 동면에 들어간다. 다른 동물들은 추위로부터 단열하기 위해 모피나 깃털층을 발달시켰다.
캐나다 북방수림에서는 멸종위기에 처했거나 그 위험이 큰 야생동물들이 다수 서식하고 있다. 삼림순록(Rangifer tarandus caribou), 아메리카흑곰(Ursus americanus), 그리즐리(Ursus arctos horribilis), 나무아메리카들소(Bison bison athabascae), 울버린(Gulo Gulo) 등이 그것으로, 벌목으로 인한 서식지 파괴가 이 종들의 생존을 위협하는 주 요인이다.
그 기후 탓에 육식성은 에너지를 얻기에 비효율적이다. 에너지는 한정되어 있는데, 대부분의 에너지는 영양 단계에서 소모되어 버린다. 올빼미목(Strigiformes), 독수리류(Accipitridae) 등의 맹금들과 여우족(Vulpini), 족제비속(Mustela)의 소형 육식 동물들은 설치류를 잡아먹는다. 스라소니속(Lynx), 회색늑대(Canis lupus) 등 대형 육식 동물은 보다 큰 동물을 잡아먹는다. 곰이나 아메리카너구리(Procyon lotor) 등 잡식성 동물들은 인간이 사는 곳으로 내려와 쓰레기통을 뒤지기도 한다.
타이가에서 둥지 틀고 사는 새는 300 종이 넘는다. 흰눈썹지빠귀(Turdus sibiricus), 흰목참새(Zonotrichia albicollis), 검은목녹색솔새(Setophaga virens) 등 철새는 타이가의 긴 여름과 수많은 늪지·호수의 풍부한 곤충 때문에 타이가의 서식지로 옮겨 다닌다. 여름에 타이가에 서식하는 300종 이상의 새 중 겨울에도 타이가에 눌러사는 새는 30여종에 불과하다. 이것은 검독수리(Aquila chrysaetos), 털발말똥가리(Buteo lagopus), 큰까마귀(Corvus) 등 부육(腐肉, Carrion)이나 산짐승을 먹고 사는 맹금류건, 뇌조아과(Tetraoninae)나 솔잣새속(Loxia) 등 씨앗을 먹고 사는 초식성 조류건 마찬가지이다.

## 타이가의 파괴

### 인간의 활동

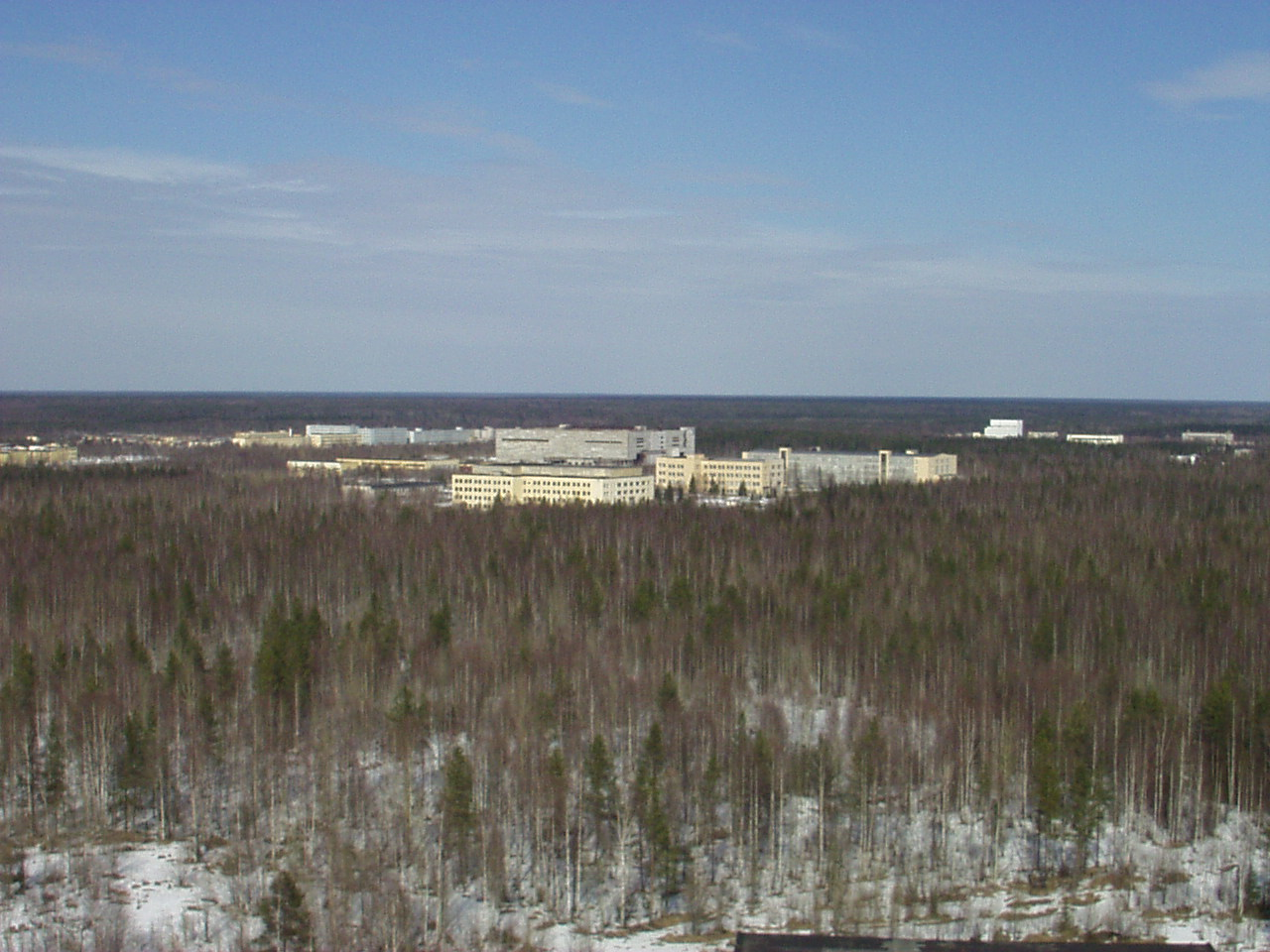
타이가 속에 위치한 플레세츠크 우주 기지.

소비에트 연방의 붕괴후, 시베리아 타이가의 넓은 지역이 벌목을 위해 개간되고 있다. 캐나다에서는 개발으로부터 보호된 타이가는 8%에 불과하며, 각 주 정부는 규제 하에 정부 소유지의 삼림 관리를 허가하고 있다. 캐나다 북방수림의 주요 삼림 관리 방법은 다름 아닌 개벌이다. 개벌이란 주어진 구역의 나무 대부분을 베어내 버리고, 숲에 해당 계절의 단작물(나무 한 종)만 골라 심는 것을 말한다. 관련 공무원들은 개벌을 통해 자연적 산불의 효과를 모방할 수 있으며, 산업 기반과 사회 공동체, 도로를 보호할 수 있다고 주장한다. 하지만 생태적 관점에서 이것은 여러 가지 이유로 거짓에 불과하다. a) 나무 대부분을 제거하는 작업은 보통 중장비를 사용해서 진행되며, 이 중장비로 인해 토양이 다량 유실되고, 대규모 침식이나 산사태의 가능성이 매우 높아져 동물 서식지뿐 아니라 인간의 산업 기반 시설과 도로, 사회 공동체에도 위협을 끼치게 된다. b) 개벌로 인해 해당 지역의 생물량 대부분이 사라지고, 그 생물량에 포함되어 있는 크고 작은 영양분도 함께 사라진다. 산불로 인한 수목 감소의 경우, 그 영양분은 모두 흙으로 돌아가지만, 개벌로 인한 경우 그렇지 못하여 토양 영양분이 갑작스럽게 감소하게 된다. c) 산불의 경우 불타지 않은 나무의 유목과 잎이 보존되고, 그로써 해당 구역의 구조 및 미소서식지를 보존하는 데 도움이 된다. 반면 개벌은 이 서식지의 대부분을 파괴한다. 과거에는 110 km2 이상의 캐나다 북방수림 개벌이 기록된 바 있다. 하지만 현재는 개벌의 80%가 260 헥타르(2.6 평방 km)를 넘지 않는다. 북방수림을 벌목한 결과물로는 화장실 휴지, 복사용지, 신문지, 판재 등을 만든다. 캐나다에서 생산되는 북방수림 벌목 결과물의 90% 이상이 미국으로 수출되어 소비된다. 타이가 생물군계에 위치한 좀 큰 도시로는 무르만스크, 아르한겔스크, 야쿠츠크, 앵커리지, 옐로나이프, 트롬쇠, 룰레오, 오울루 등이 있다.

## 같이 보기
- 냉대
- 삼림

## 참고 자료
- Arno, S. F. & Hammerly, R. P. 1984. Timberline. Mountain and Arctic Forest Frontiers. The Mountaineers, Seattle. ISBN 0-89886-085-7
- Arno, S. F., Worral, J., & Carlson, C. E. (1995). Larix lyallii: Colonist of tree line and talus sites. Pp. 72–78 in Schmidt, W. C. & McDonald, K. J., eds., Ecology and Management of Larix Forests: A Look Ahead. USDA Forest Service General Technical Report GTR-INT-319.
- Nilsson, M.C. "Understory vegetation as a forest ecosystem driver, evidence from the northern Swedish boreal forest." Frontiers in Ecology and the Environment. 3.8 (2005): 421-428.
- Kurkowski, Thomas. "Relative Importance of Different Secondary Successional Pathways in an Alaskan Boreal Forest." Canadian Journal of Forest Research. 38. (2008): 1911-1923.
- Payette, Serge. "Origin of the lichen woodland at its southern range limit in eastern Canada: the catastrophic impact of insect defoliators and fire on the spruce-moss forest." Canadian journal of forest research. 30.2 (2000): 288-305.
- Johnson, E.A. "Vegetation Organization and Dynamics of Lichen Woodland Communities in the Northwest Territories." Ecology. 62.1 (1981): 200-215.
- Jasinski, J.P. "The Creation of Alternative Stable States in Southern Boreal Forest: Quebec, Canada." Ecological Monographs. 75.4 (2005): 561-583.